# Felix Jentzsch
Felix Hermann Ferdinand Jentzsch (* 14. September 1882 in Königsberg; † 10. November 1946 in Berlin) war ein deutscher Physiker, der sich mit Angewandter Optik befasste und für Erfindungen zum Mikroskop bekannt ist.
Jentzsch studierte ab 1902 an der TH Berlin-Charlottenburg und der Universität Berlin mit der Promotion 1908 (Über die Elektronen-Emission von glühenden Metalloxyden). Danach war er Assistent an der TH Berlin und der Universität Gießen und ab 1909 Mitarbeiter der Optischen Werkstätten von Ernst Leitz I in Wetzlar und 1912 habilitierte er sich in Gießen mit der Arbeit Studien über Emission und diffuse Reflexion. Er war seit 1914 Mitglied der Berliner Freimaurerloge Friedrich Wilhelm zur Morgenröthe. Nach Wehrdienst im Ersten Weltkrieg ab 1915 wurde er 1919 außerplanmäßiger außerordentlicher Professor (mit Lehrauftrag für Angewandte Optik) in Gießen und 1925 in Berlin. Er wurde 1928 außerordentlicher Professor und war 1932 bis 1934 persönlich ordentlicher Professor für Physik an der Universität Jena am Institut für Mikroskopie und Angewandte Physik, dessen Direktor er war. 1935 schied er aus der Universität aus als Opfer politischer Diskriminierung durch die Nationalsozialisten.
Bei Leitz entwickelte er einen neuartigen Binokulartubus für Mikroskope, der 1913 mit großem Erfolg eingeführt wurde und auch von anderen Firmen übernommen wurde. Der Binokulartubus ermöglichte eine Aufteilung des Lichts aus einem Objektiv auf beide Augen ohne die numerische Apertur zu verringern. Außerdem entwickelte er einen Spiegelkondensor. Jentzsch befasste sich mit Beugungstheorie. Mehrere Artikel im Handbuch der Physik stammen von ihm.
Er war der ältere Bruder des Mathematikers Robert Jentzsch.

## Schriften
- Das Binokular-Mikroskop 1914
- Grenzen der Mikroskopie – Beginn der Molekularoptik 1930